# Бирюков, Владимир Афанасьевич
Владимир Афанасьевич Бирюков (19 октября 1933 — 6 января 2021) — председатель Совета директоров ОАО «Камчатгазпром», бывший глава администрации Камчатской области.

## Биография
Родился 19 октября 1933 года в Астрахани в семье служащего.

### Образование и трудовая деятельность
Окончил факультет промышленного рыболовства Астраханского технического института рыбной промышленности и хозяйства по специальности «инженер-механик» в 1956 году. Работал на предприятиях рыбной промышленности Камчатки, был генеральным директором ПО «Камчатрыбпром».

### Политическая деятельность
С 1977 по 1979 год — второй секретарь Камчатского обкома КПСС. С 1979 по 1980 год — председатель Камчатского облисполкома. В 1980 году был обвинен в приписках в бытность его генеральным директором Камчатского рыбпрома, по представлению прокуратуры освобожден от занимаемой должности и исключен из КПСС. В 1987 году дело было закрыто, тогда же был восстановлен в КПСС.
С 1980 по 1987 год — главный специалист Камчатского отделения Гипрорыбпрома. С 1987 по 1989 год — заместитель председателя АПК Камчатской области. С 1989 по 1990 год — генеральный директор ПО «Камчатпищепром». С 1990 года — председатель Камчатского облисполкома.
С 1991 года — глава администрации Камчатской области. В декабре 1996 года был избран губернатором Камчатской области. По должности входил в Совет Федерации, являлся членом Комитета по бюджету, налоговой политике, финансовому, валютному и таможенному регулированию, банковской деятельности.
В октябре 1998 года отказался принять орден Почёта от Б. Н. Ельцина, заявив, что такая оценка его заслуг «несвоевременна»; однако в декабре 2000 года принял данный орден от В. В. Путина.
В октябре 2000 года заявил об отказе от участия в очередных губернаторских выборах, назначенных на декабрь. Новым губернатором стал Михаил Машковцев.
Избирался депутатом Камчатского областного Совета народных депутатов (1970—1982 и 1990), депутатом Верховного Совета РСФСР (1980—1981).

## Награды
- Орден Почёта (1998)
- Благодарность Президента Российской Федерации (12 августа 1996 года) — за активное участие в организации и проведении выборной кампании Президента Российской Федерации в 1996 году[3]

## Семья
Женат, имеет дочь и сына.